# Кудус, Мерхави
Мерхави Кудус  (англ. Merhawi Kudus; род. 23 января 1994, Асмэра,  Эритрея) — эритрейский профессиональный  шоссейный велогонщик, выступающий c 2019 года за команду мирового тура «Astana Pro Team». Чемпион Эритреи в групповой гонке 2018 года.

## Достижения
2012
6-й - Тур Руанды
1-й — этап 1
2013
1-й  - Тур Габона — ГрК
Чемпионат Африки по шоссейному велоспорту
2-й  - в групповой гонке (U-23)
3-й  - в групповой гонке
2-й - Тур Эритреи
1-й — этап 4
2-й - Vuelta Ciclista a León
1-й  — МК
6-й - Asmara Circuit
8-й - Fenkil Northern Red Sea Challenge
2014
2-й - Тур Лангкави
3-й - Mzansi Tour
5-й - Рут-дю-Сюд
1-й  — МК
2015
Чемпионат Африки по шоссейному велоспорту
1-й  - Чемпион Африки  в командной гонке с раздельным стартом
5-й в индивидуальной гонке
9-й в групповой гонке
10-й - Джиро дель Эмилия
10-й - Trofeo Serra de Tramuntana
2016
3-й - Чемпионат Эритреи  — индивидуальная гонка
6-й - Trofeo Serra de Tramuntana
9-й - Тур Омана
2017
3-й - Чемпионат Эритреи  — групповая гонка
4-й - Тур Омана
1-й  — МК
9-й - Вуэльта Бургоса
9-й - Вуэльта Валенсии
2018
1-й  - Чемпион Эритреи  — групповая гонка
7-й - Вуэльта Бургоса
9-й - Тур Омана
2019
1-й  Тур Руанды
3-й - Тур Турции
| ГК  | Генеральная классификация |
| ГрК | Горная классификация      |
| МК  | Молодёжная классификация  |

### Гранд-туры
| Гонка           | 2014 | 2015 | 2016 | 2017 | 2018 |
| --------------- | ---- | ---- | ---- | ---- | ---- |
| Джиро д'Италия  | —    | —    | 37   | —    | —    |
| Тур де Франс    | —    | 84   | —    | —    | —    |
| Вуэльта Испании | 92   | —    | 38   | НФ   | 31   |

| —  | Не участвовал  |
| НФ | Не финишировал |